# Bruno Troublé
Pour les articles homonymes, voir Troublé.
Bruno Troublé, né le 29 mai 1945  à Versailles (Seine-et-Oise), est un skipper français devenu organisateur de courses.
Il est connu pour être le fondateur de la Coupe Louis-Vuitton. Il est le frère d'Agnès Troublé, fondatrice de la marque agnès b.

## Biographie
Il a participé aux Jeux olympiques d'été de 1968 à Mexico où il finit sixième en Flying Dutchman avec Bertrand Chéret. En 1980, Troublé mène France-III en finale des challengers déclarés de la Coupe de l'America avant de s'incliner 4 à 1 contre l'équipage australien. Cela demeure la meilleure performance française dans la Coupe de l'America.
Tout commence dans le milieu des années 1970, quand il est présenté au Baron Bich. Il fait de Bruno Troublé son barreur pour les courses de 1977 et 1980. En 1983, c’est aux côtés de Yves Rousset-Rouard que Troublé navigue. En effet, âgé de 66 ans, le Baron Bich a dû lâcher la barre.
C'est aussi en 1983 qu'il crée la Coupe Louis-Vuitton. Elle consiste en « actes » répartis sur 3 ans et une compétition finale de 2 mois. Il s’agit des épreuves de sélection de la coupe de l'America : le vainqueur de la Coupe Louis-Vuitton pourra défier le détenteur de la coupe de l'America. Le but est de donner plus d’ampleur sur la durée à l’événement sportif. La visibilité médiatique offerte aux sponsors de la coupe de l'America s’en trouve accrue et le spectacle donné au public étendu.
Troublé a été ajouté au Hall of Fame de la Coupe l'America en 2007.